# Estación de Investigación de Oita
La Estación de Investigación de Oita, oficialmente Centro de Investigación en Agricultura, Bosques y Pesquerías de la Prefectura de Oita, Instituto de Investigaciones Forestales en japonés: 大分県農林水産研究センター, es un centro de investigación forestal con arboretum, invernadero y jardín botánico en Prefectura de Ōita, Beppu, Japón.
El código de reconocimiento internacional de la Oita Research Station como institución botánica (en el Botanical Gardens Conservation International - BGCI), así como las siglas de su herbario es BEPPU.

## Localización
Oita Research Station Oaza-Turumi-710, Tetsurin Beppu-shi, Ōita-ken 874-0844 Kyūshū-jima Japón.
Departamento de Investigación Forestal：35, Arita Aza, Ciudad de Hita, Prefectura de Oita 
Planos y vistas satelitales.33°17′38.04″N 131°29′31.56″E / 33.2939000, 131.4921000
- Altura: 170 m
- Precipitaciones, promedio anual: 1990 mm
- Horas de sol: 1674
- Humedad: 61% (diciembre)-83% (junio)

El jardín es visitable por el público en general, en el horario de 9:00 a 16:30, de domingo a martes, pagando una tarifa de entrada. El jardín se cierra del 29 de diciembre al 3 de enero.

## Historia
El centro de investigación de la silvicultura de la prefectura de Oita, fue creado en 1947, con la intención de promover la investigación relativa a la silvicultura, la mejora en la producción, y el proceso de la obtención de los productos del bosque, así como la distribución de los resultados obtenidos.
En 1953 estaba la estación completada y en pleno funcionamiento.
En el año 2000 se establece un departamento de dirección.

## Colecciones
En este centro son de destacar:
- Arboretum con numerosas especies forestales entre las que destacan las colecciones de Acer, Cupressaceae
- Invernadero con unas 800 especies de plantas subtropicales y tropicales ( colección de Orquídeas tropicales),
- Rhododendron,
- Camellia con 400 cultivares,
- Azalea con 40 especies,
- Prunus con 100 cultivares,

## Actividades
- División Forestal
  - Estudios en la gerencia de la silvicultura
  - Estudios en silvicultura
  - Estudios en la protección y el mantenimiento del bosque
  - Estudios de varias de las funciones del bosque
- División Productos Forestales
  - Estudios en la calidad de la madera
  - Estudios en las técnicas de secar la madera
  - Estudios en el proceso de tratamientos de la madera
- Guía de Resultados
  - Extensión de los resultados obtenidos en otras zonas del país
  - Recopilación de la información que se distribuye en forma de publicaciones.